# Sainte-Marie-Laumont
Sainte-Marie-Laumont és un municipi delegat francès, situat al departament de Calvados i a la regió de Normandia. El 2016 va integrar el municipi nou de Souleuvre en Bocage. L'any 2007 tenia 603 habitants.

## Demografia

### Població
El 2007 la població de fet de Sainte-Marie-Laumont era de 603 persones. Hi havia 223 famílies de les quals 48 eren unipersonals (20 homes vivint sols i 28 dones vivint soles), 69 parelles sense fills, 94 parelles amb fills i 12 famílies monoparentals amb fills.
La població ha evolucionat segons el següent gràfic:
Habitants censats

### Habitatges
El 2007 hi havia 281 habitatges, 234 eren l'habitatge principal de la família, 35 eren segones residències i 12 estaven desocupats. Tots els 281 habitatges eren cases. Dels 234 habitatges principals, 186 estaven ocupats pels seus propietaris, 46 estaven llogats i ocupats pels llogaters i 2 estaven cedits a títol gratuït; 4 tenien dues cambres, 38 en tenien tres, 64 en tenien quatre i 128 en tenien cinc o més. 228 habitatges disposaven pel capbaix d'una plaça de pàrquing. A 108 habitatges hi havia un automòbil i a 117 n'hi havia dos o més.

### Piràmide de població
La piràmide de població per edats i sexe el 2009 era:
| Homes | Edats   | Dones |
| ----- | ------- | ----- |
| 0     | 95 o +  | 0     |
| 0     | 90 a 94 | 4     |
| 0     | 85 a 89 | 0     |
| 0     | 80 a 84 | 0     |
| 8     | 75 a 79 | 12    |
| 16    | 70 a 74 | 20    |
| 4     | 65 a 69 | 8     |
| 20    | 60 a 64 | 12    |
| 8     | 55 a 59 | 4     |
| 32    | 50 a 54 | 32    |
| 24    | 45 a 49 | 28    |
| 36    | 40 a 44 | 20    |
| 12    | 35 a 39 | 24    |
| 20    | 30 a 34 | 16    |
| 16    | 25 a 29 | 20    |
| 16    | 20 a 24 | 0     |
| 24    | 15 a 19 | 20    |
| 12    | 10 a 14 | 28    |
| 24    | 5 a 9   | 12    |
| 28    | 0 a 4   | 12    |

## Economia
El 2007 la població en edat de treballar era de 386 persones, 320 eren actives i 66 eren inactives. De les 320 persones actives 303 estaven ocupades (166 homes i 137 dones) i 17 estaven aturades (7 homes i 10 dones). De les 66 persones inactives 20 estaven jubilades, 28 estaven estudiant i 18 estaven classificades com a «altres inactius».

### Ingressos
El 2009 a Sainte-Marie-Laumont hi havia 239 unitats fiscals que integraven 643 persones, la mediana anual d'ingressos fiscals per persona era de 16.130 €.

### Activitats econòmiques
Dels 12 establiments que hi havia el 2007, 3 eren d'empreses de fabricació d'altres productes industrials, 2 d'empreses de construcció, 4 d'empreses de comerç i reparació d'automòbils, 1 d'una empresa de transport, 1 d'una empresa d'hostatgeria i restauració i 1 d'una empresa de serveis.
Dels 2 establiments de servei als particulars que hi havia el 2009, 1 era un paleta i 1 fusteria.
L'any 2000 a Sainte-Marie-Laumont hi havia 35 explotacions agrícoles que ocupaven un total de 1.320 hectàrees.

## Poblacions més properes
El següent diagrama mostra les poblacions més properes.